# 荔波花椒
荔波花椒（学名：Zanthoxylum liboense）为芸香科花椒属下的一个种。

## 扩展阅读
- 維基物種上的相關：荔波花椒